# Yong tau fu
El yong tau fu es una sopa china originaria de Hakka presente en China, Singapur y Gastronomía de Malasia. Tiene también variantes en Chaoshan y Fujian. En Malasia, el distrito Ampang de Kuala Lumpur es especialmente famosa por este plato.
La receta surgió esencialmente a principios de los años 1960 en un restaurante llamado Chew Kuan como tofu relleno con una pasta de pescado y cerdo. Desde entonces variantes de verdura e incluso fritas se han rellenado de forma parecida, y el nombre yong tau fu se ha usado libremente para designar todas las recetas preparadas de esta forma.
El yong tau fu es esencialmente un consomé claro conteniendo una variada selección de ingredientes, incluyendo bolas de pescado, palitos de cangrejo, melón amargo, sepia, lechuga, ocra, además de guindilla y varios tipos de productos frescos, marisco y carne frecuentes en la cocina china. Algunos de estos ingredientes, como el melón amargo y la guindilla, suelen rellenarse con surimi. Los ingredientes se cortan en trozos de tamaño adecuado para comerlos, se cuecen brevemente en caldo y se sirven bien en él como sopa o con el caldo en un cuenco separado. El plato se come con palillos y una cuchara de sopa y puede comerse solo (servido con un tazón de arroz al vapor) o con algún fideo de huevo o arroz, o con bee hoon (vermicelli de arroz). Otra variante es servirlo con gravy laksa o salsa de curry. Suele acompañarse con una salsa de guindilla y vinagre picante, parecida al sambal oelek indonesio, y una distintiva salsa de judía dulce o hoisin para mojar.
En Malasia, los musulmanes consumen mucho yong tau fu, pero para evitar el cerdo suelen elaborar el plato con verdura o pasta de pescado, cociendo al vapor rollos de harina de arroz (parecidos a los usados para el chee cheong fun) y una verdura llamada kangkong. Se escurren los ingredientes y se toman espolvoreados con semillas de sésamo tostadas, salsa de guindilla y hoisin. Otra versión común en Perak es una sopa con los ingredientes servidos en caldo y una salsa de guindilla y hoisin para mojarlos. El halal yong tau fu suele venderse en los mercados nocturnos (pasar malam) y en food courts musulmanes.

## Yong tau fude Hakka

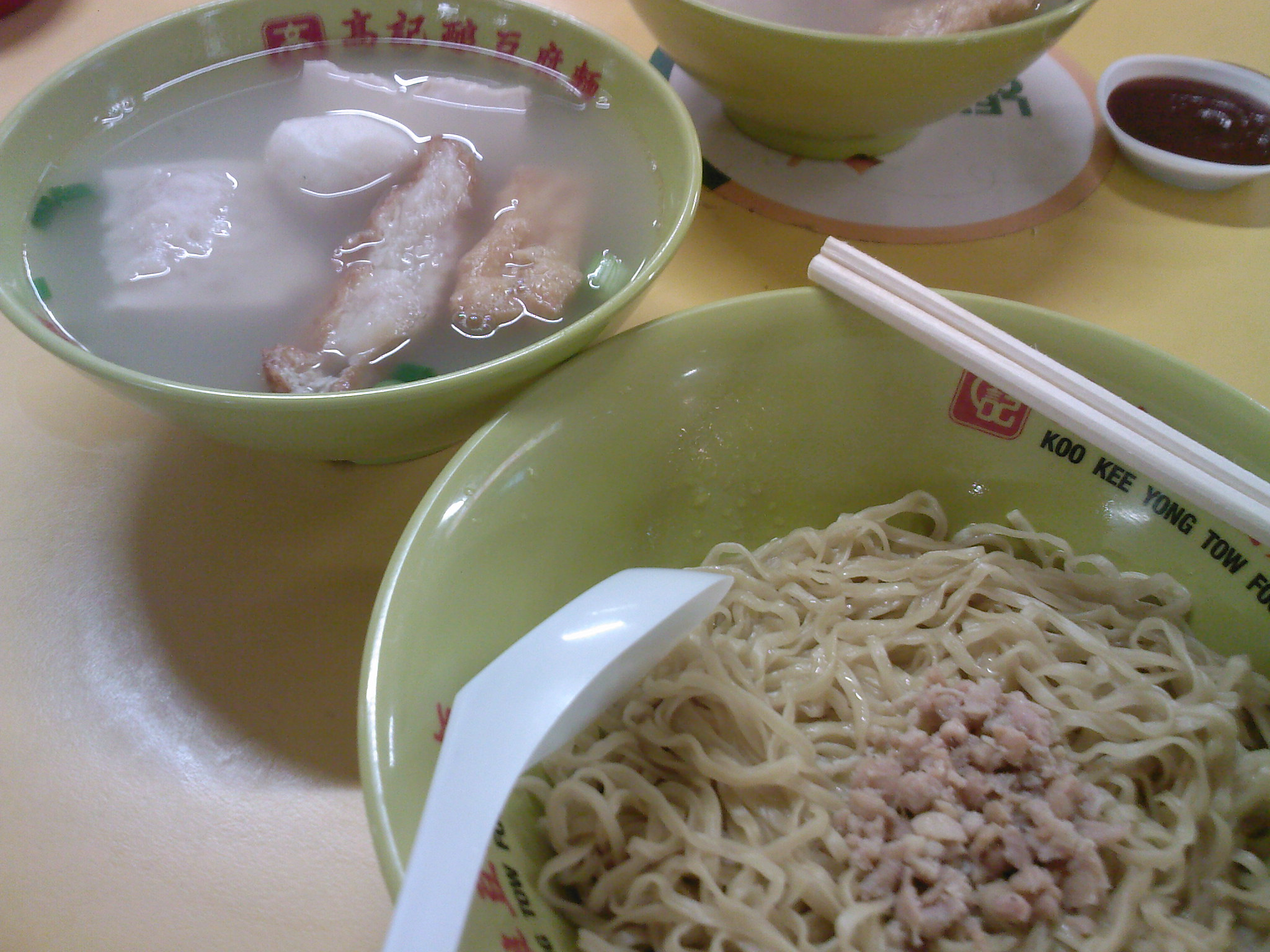
Yong tau fu de Hakka.

Esta versión, que los hakka consideran la original, consiste en cubos de tofu apilados con carne picada (normalmente cerdo y pescado) y hierbas, que se fríen hasta dorarlos, o a veces se hacen a la parrilla. Las variantes incluyen añadir berenjena, hongo shiitake y melón amargo relleno con la misma pasta de carne. Tradicionalmente las variantes de yong tau fu con melón margo y shiitake se sirven en un estofado claro de judía amarilla.